# 筑波大学男子バスケットボール部
筑波大学男子バスケットボール部（つくばだいがくだんしバスケットボールぶ）は、関東大学バスケットボール連盟に所属する筑波大学の男子バスケットボールチームである。

## 歴史
東京高等師範学校バスケットボール部として1927年に創部。
全日本大学バスケットボール選手権大会には東京教育大学時代を含め第1回より全大会出場を続けている唯一のチームである。第5回大会（1953年）、第66回大会（2014年）、第67回大会（2015年）では優勝を果たしており、今日まで唯一の国立大学による優勝である。1955年にも第30回全日本総合バスケットボール選手権大会で優勝している。毎年春に、日本体育大学との交流戦「通称ニッツク戦・NITTUKU　BASKETBALL　FESTIVAL」（伝統の一戦）を代々木体育館で行っている。2011年東北地方太平洋沖地震（東北地震）で開催が危ぶまれたが両校の学生達の努力で実施された。

## 主な歴代所属選手
- 吉井四郎
- 糸山隆司
- 若林薫
- 小玉晃
- 笠原成元
- 奥野俊一
- 吉田健司 - 現ヘッドコーチ
- 加藤三彦
- 小野秀二
- 宮田幸典
- 祐木毅
- 出口実
- 齋藤豊
- 柏倉秀徳
- 清水太志郎
- 瀬戸山京介
- 井上裕介
- 中務敏宏
- 梁川禎浩
- 鹿野洵生
- 田渡修人